# Lipnice (Kunratice)
Lipnice (německy Limpach) je malá vesnice a část obce Kunratice v okrese Děčín. Nachází se asi dva kilometry severovýchodně od Kunratic. Lipnice leží v katastrálním území Studený u Kunratic o výměře 6,38 km².

## Historie
První písemná zmínka o vesnici pochází z roku 1457. Do roku 1946 nesla obec název Limpach.
Po druhé světové válce došlo v obci k vysídlení původních německých obyvatel a vesnice se prakticky vylidnila.

## Obyvatelstvo
Při sčítání lidu v roce 1921 ve vsi žilo 127 obyvatel (z toho 57 mužů) německé národnosti, kteří byli s výjimkou jednoho evangelíka římskými katolíky. Podle sčítání lidu z roku 1930 měla vesnice 123 obyvatel německé národnosti a římskokatolického vyznání.
|                                                                  | 1869 | 1880 | 1890 | 1900 | 1910 | 1921 | 1930 | 1950 | 1961 | 1970 | 1980 | 1991 | 2001 | 2011 |
| ---------------------------------------------------------------- | ---- | ---- | ---- | ---- | ---- | ---- | ---- | ---- | ---- | ---- | ---- | ---- | ---- | ---- |
| Obyvatelé                                                        | 141  | 158  | 141  | 140  | 144  | 127  | 123  | 28   | 29   | 36   | 5    | 15   | 12   | 15   |
| Domy                                                             | 28   | 32   | 32   | 32   | 32   | 31   | 30   | 29   | —    | 4    | 1    | 18   | 19   | 6    |
| Počet domů z roku 1961 je zahrnut v domech místní části Studený. |      |      |      |      |      |      |      |      |      |      |      |      |      |      |